# Ocystola paulinella
Espèce
Ocystola paulinella est une espèce d'insectes lépidoptères (papillons) appartenant à la famille des Oecophoridae.
On le trouve en Australie.